# Jonchery-sur-Suippe
Pour les articles homonymes, voir Jonchery (homonymie) et Suippe (homonymie).
Jonchery-sur-Suippe est une commune française, située dans le département de la Marne en région Grand Est.

## Géographie

### Communes limitrophes
| Saint-Hilaire-le-Grand |                      | Souain-Perthes-lès-Hurlus |
|                        | Jonchery--sur-Suippe |                           |
| Mourmelon-le-Grand     | Vadenay, Cuperly     | Suippes                   |

Traversé par la Suippe, la D 21 dessert le village.

### Hydrographie

#### Réseau hydrographique
La commune est dans la région hydrographique « la Seine du confluent de l'Oise (inclus) à l'embouchure » au sein du bassin Seine-Normandie. Elle est drainée par la Suippe et l'Ain,.
La Suippe, d'une longueur de 82 km, prend sa source dans la commune de Tailly et se jette  dans l'Aisne à Saint-Juvin, après avoir traversé 27 communes. 

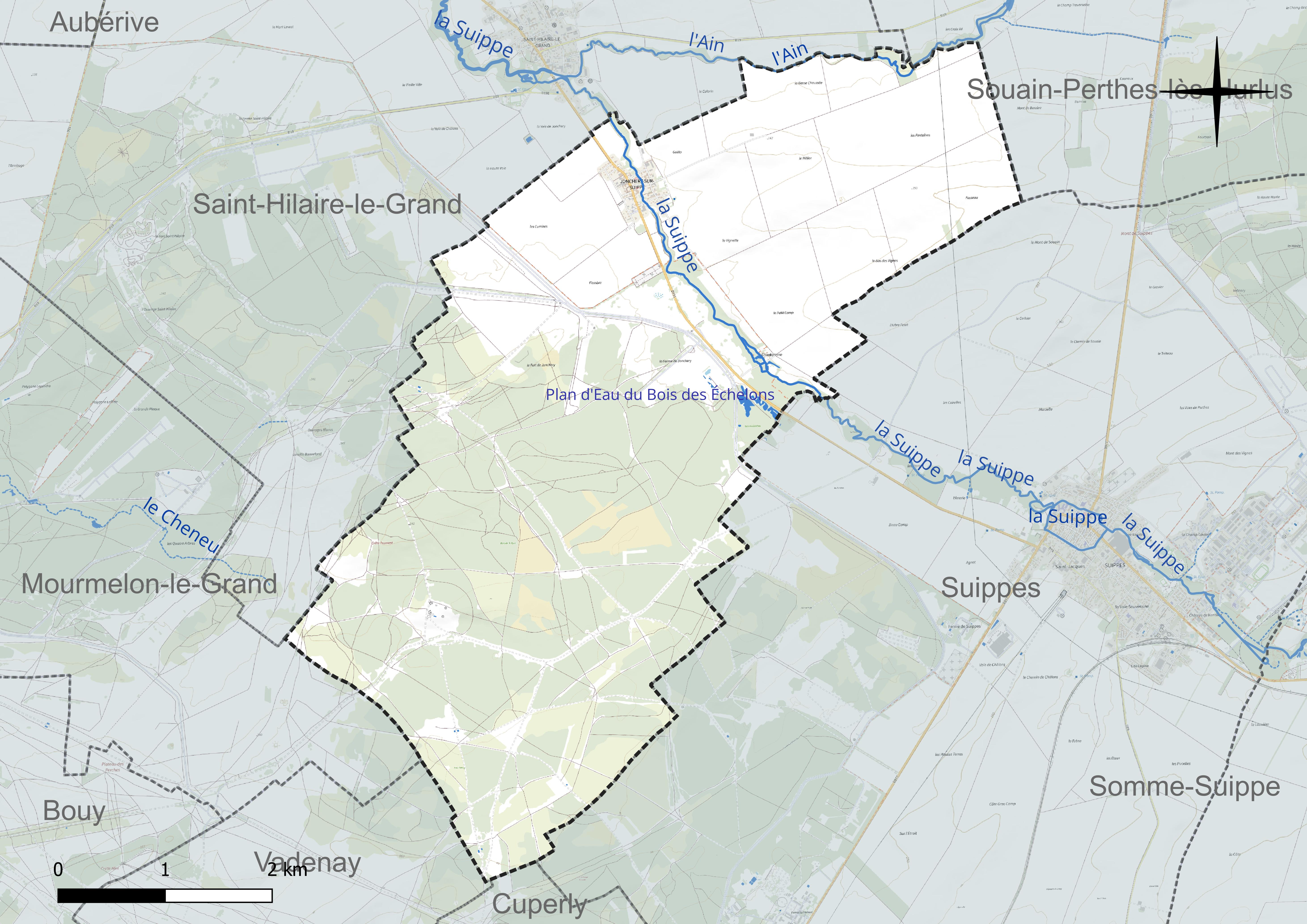
Réseau hydrographique de Jonchery-sur-Suippe.

Un plan d'eau complète le réseau hydrographique : le plan d'eau du Bois des échelons (1,3 ha),.

#### Gestion et qualité des eaux
Le territoire communal est couvert par le schéma d'aménagement et de gestion des eaux (SAGE) « Aisne Vesle Suippe ». Ce document de planification, dont le territoire s’étend sur 3 096 km2 répartis sur trois départements (Aisne, Marne et Ardennes) et deux régions (Champagne-Ardenne et Picardie), a été approuvé le 16 décembre 2013. La structure porteuse de l'élaboration et de la mise en œuvre est le Syndicat d’aménagement des bassins Aisne Vesle Suippe (SIABAVES). 
La qualité des cours d’eau peut être consultée sur un site dédié géré par les agences de l’eau et l’Agence française pour la biodiversité. 

### Climat
Pour des articles plus généraux, voir Climat du Grand Est et Climat de la Marne.
En 2010, le climat de la commune est de type climat océanique dégradé des plaines du Centre et du Nord, selon une étude du Centre national de la recherche scientifique s'appuyant sur une série de données couvrant la période 1971-2000. En 2020, Météo-France publie une typologie des climats de la France métropolitaine dans laquelle la commune est exposée à un climat océanique altéré et est dans la région climatique  Nord-est du bassin Parisien, caractérisée par un ensoleillement médiocre, une pluviométrie moyenne régulièrement répartie au cours de l’année et un hiver froid (3 °C). 
Pour la période 1971-2000, la température annuelle moyenne est de 10,3 °C, avec une amplitude thermique annuelle de 16,1 °C. Le cumul annuel moyen de précipitations est de 707 mm, avec 11,9 jours de précipitations en janvier et 8,4 jours en juillet. Pour la période 1991-2020, la température moyenne annuelle observée sur la station météorologique de Météo-France la plus proche, « Mourmelon-grand », sur la commune de Mourmelon-le-Grand à 8 km à vol d'oiseau, est de 10,6 °C et le cumul annuel moyen de précipitations est de 651,4 mm. 
La température maximale relevée sur cette station est de 41,3 °C, atteinte le 25 juillet 2019 ; la température minimale est de −19,7 °C, atteinte le 7 février 2012,,. 
Les paramètres climatiques de la commune ont été estimés pour le milieu du siècle (2041-2070) selon différents scénarios d'émission de gaz à effet de serre à partir des nouvelles projections climatiques de référence DRIAS-2020. Ils sont consultables sur un site dédié publié par Météo-France en novembre 2022.

## Urbanisme

### Typologie
Au 1er janvier 2024, Jonchery-sur-Suippe est catégorisée commune rurale à habitat dispersé, selon la nouvelle grille communale de densité à sept niveaux définie par l'Insee en 2022.
Elle est située hors unité urbaine. Par ailleurs la commune fait partie de l'aire d'attraction de Reims, dont elle est une commune de la couronne,. Cette aire, qui regroupe 294 communes, est catégorisée dans les aires de 200 000 à moins de 700 000 habitants,.

### Occupation des sols
L'occupation des sols de la commune, telle qu'elle ressort de la base de données européenne d’occupation biophysique des sols Corine Land Cover (CLC), est marquée par l'importance des forêts et milieux semi-naturels (64,9 % en 2018), une proportion sensiblement équivalente à celle de 1990 (65,5 %). La répartition détaillée en 2018 est la suivante : 
forêts (35,4 %), terres arables (33,9 %), milieux à végétation arbustive et/ou herbacée (29,5 %), zones urbanisées (1,2 %). L'évolution de l’occupation des sols de la commune et de ses infrastructures peut être observée sur les différentes représentations cartographiques du territoire : la carte de Cassini (XVIIIe siècle), la carte d'état-major (1820-1866) et les cartes ou photos aériennes de l'IGN pour la période actuelle (1950 à aujourd'hui).

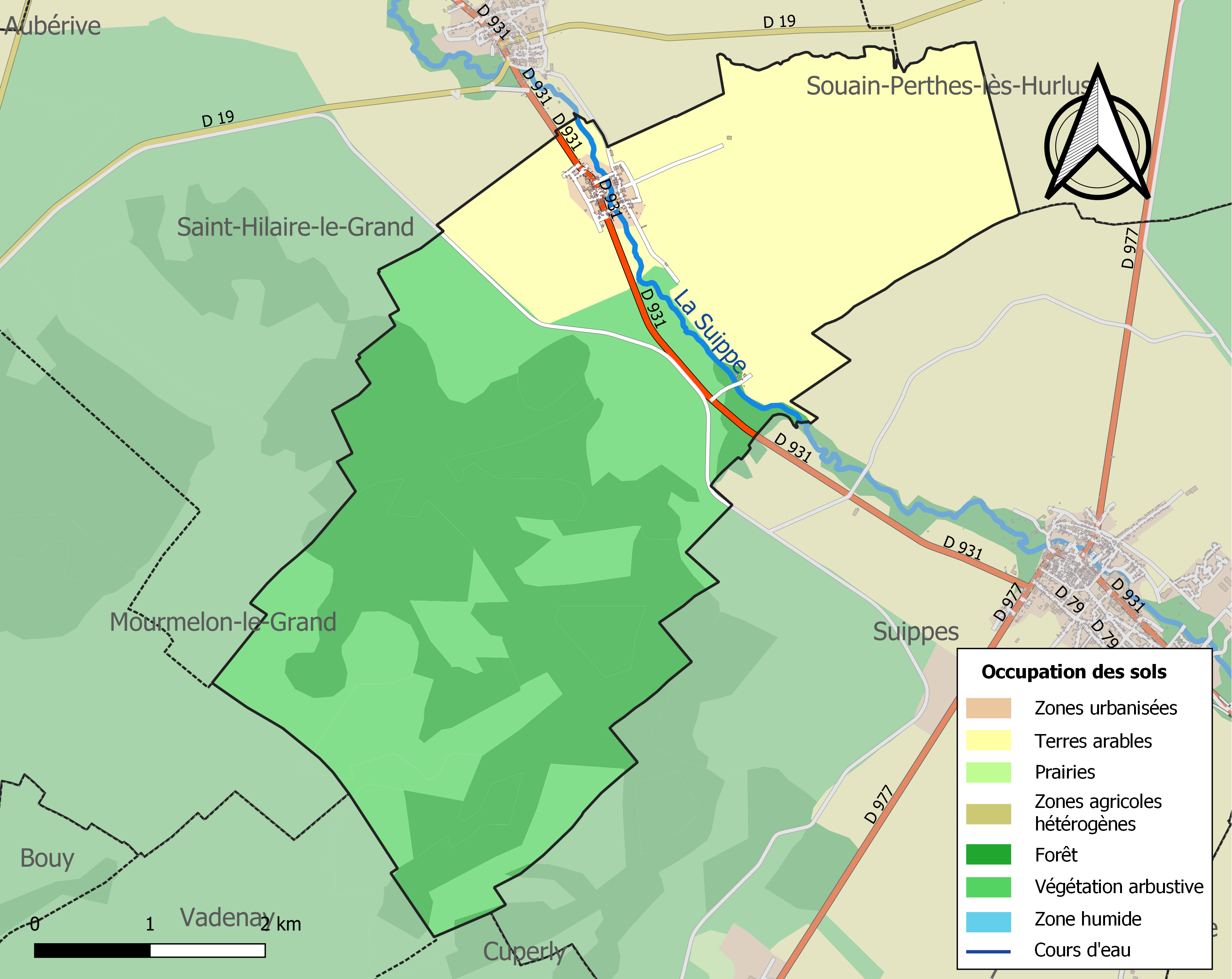
Carte des infrastructures et de l'occupation des sols de la commune en 2018 (CLC).

## Toponymie
Le nom de la localité est attesté sous les formes Juncheri, Guncheri (vers 1252) ; Joncherium (vers 1260) ; Jonchereyum (1262) ; Jonchery, Jongereium (1272) ; Jonchereium (1274) ; Joncheri (1285) ; Jonchereyum supra Soppiam (1303-1312) ; Jonchery-lez-S.-Ylier-le-Menessier, Jonchery-sur-Suippe (1522) ; Jonchery sur la rivière de Suippe (1491) ; Junchery (1502).

Jonchery est un toponyme dérivé de jonchère, avec le suffixe -y, qui désigne « un ensemble de joncs », du latin juncus et du double suffixe collectif -ar- etum.
La Suippe, qui traverse le territoire de la commune, est une rivière française des départements de la Marne et de l'Aisne, dans les deux régions Grand Est et Hauts-de-France, qui se jette dans l'Aisne en rive gauche et un sous-affluent de la Seine, par l'Oise.

## Histoire
C'est sur le territoire de la commune que le bassin collecteur pour la captation de la Suippe fut réalisée pour l'Aqueduc de Reims.
Le camp de Châlons, créé au XIXe siècle, est en partie sur le territoire de la commune.
En septembre 1914, elle est au centre de la bataille de l'Aisne (1914).

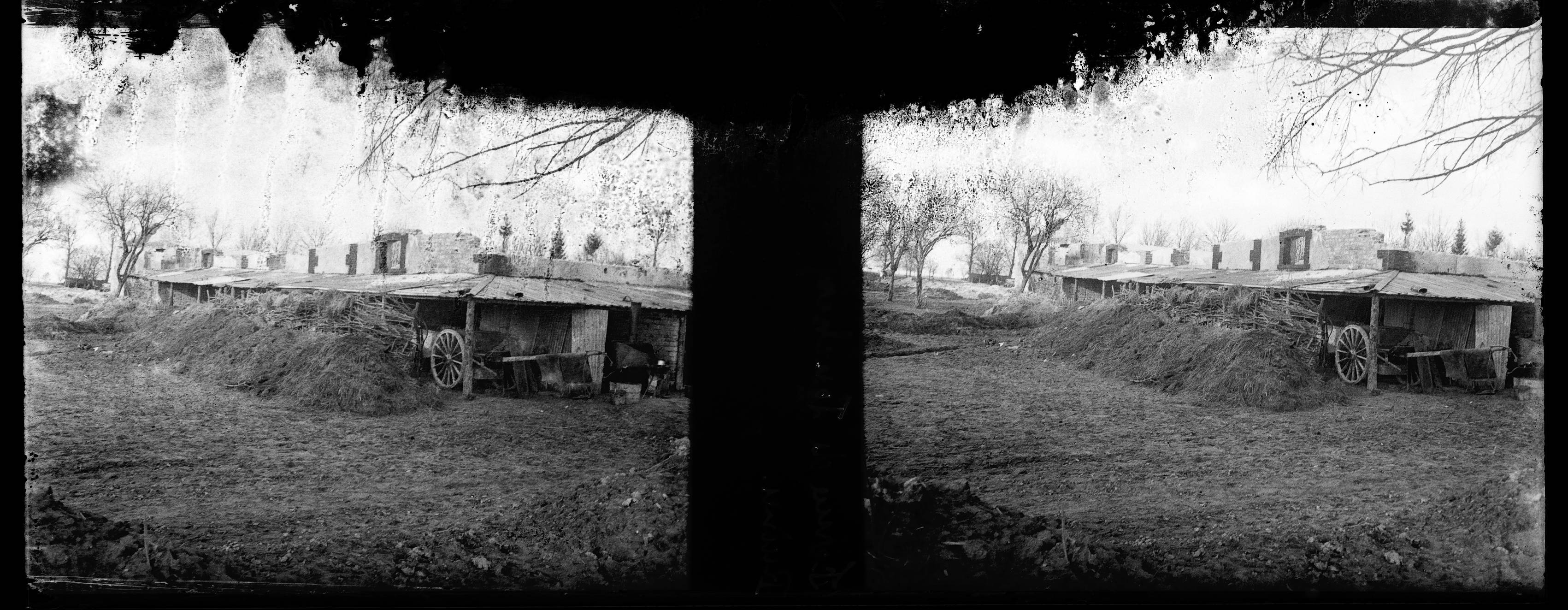
Ruines de la ferme de Jonchery-sur-Suippe lors de la Première Guerre mondiale (stéréophotographie).

### Décorations françaises
Croix de guerre 1914-1918 : 30 mai 1921.

## Politique et administration

### Intercommunalité
La commune, antérieurement membre de la communauté de communes de la Région de Suippes, est membre depuis le 1er janvier 2014 de la communauté de communes de Suippe et Vesle.
En effet, conformément aux prévisions du schéma départemental de coopération intercommunale (SDCI) de la Marne du 15 décembre 2011,, les communautés de communes CC de la région de Suippes et CC des sources de la Vesle ont fusionné le 1er janvier 2014 afin de former la nouvelle communauté de communes de Suippe et Vesle.

### Liste des maires
| Période                                  | Période                      | Identité          | Étiquette | Qualité                         |
| ---------------------------------------- | ---------------------------- | ----------------- | --------- | ------------------------------- |
| Les données manquantes sont à compléter. |                              |                   |           |                                 |
|                                          | 1876                         | Adnet             |           |                                 |
| 1876                                     |                              | Aubert            |           |                                 |
| vers                                     | 1910                         | M. Canart         |           |                                 |
| avant 2002                               | mars 2008                    | Jean-Claude Doyen |           |                                 |
| mars 2008                                | En cours (au 4 juillet 2014) | Chantal Chobeau   |           | Réélue pour le mandat 2014-2020 |

## Démographie
Les habitants de Jonchery-sur-Suippe s'appellent les Macriots.

L'évolution du nombre d'habitants est connue à travers les recensements de la population effectués dans la commune depuis 1793. Pour les communes de moins de 10 000 habitants, une enquête de recensement portant sur toute la population est réalisée tous les cinq ans, les populations de référence des années intermédiaires étant quant à elles estimées par interpolation ou extrapolation. Pour la commune, le premier recensement exhaustif entrant dans le cadre du nouveau dispositif a été réalisé en 2008.

En 2022, la commune comptait 228 habitants, en évolution de +1,79 % par rapport à 2016 (Marne : −1,19 %, France hors Mayotte : +2,11 %).
| 1793 | 1800 | 1806 | 1821 | 1831 | 1836 | 1841 | 1846 | 1851 |
| ---- | ---- | ---- | ---- | ---- | ---- | ---- | ---- | ---- |
| 466  | 421  | 421  | 416  | 486  | 479  | 493  | 494  | 507  |

| 1856 | 1861 | 1866 | 1872 | 1876 | 1881 | 1886 | 1891 | 1896 |
| ---- | ---- | ---- | ---- | ---- | ---- | ---- | ---- | ---- |
| 462  | 436  | 431  | 403  | 364  | 308  | 282  | 281  | 287  |

| 1901 | 1906 | 1911 | 1921 | 1926 | 1931 | 1936 | 1946 | 1954 |
| ---- | ---- | ---- | ---- | ---- | ---- | ---- | ---- | ---- |
| 264  | 263  | 246  | 373  | 221  | 196  | 190  | 197  | 180  |

| 1962 | 1968 | 1975 | 1982 | 1990 | 1999 | 2006 | 2008 | 2013 |
| ---- | ---- | ---- | ---- | ---- | ---- | ---- | ---- | ---- |
| 177  | 167  | 185  | 186  | 173  | 159  | 167  | 170  | 211  |

| 2018 | 2022 | - | - | - | - | - | - | - |
| ---- | ---- | - | - | - | - | - | - | - |
| 220  | 228  | - | - | - | - | - | - | - |

## Culture locale et patrimoine

### Lieux et monuments

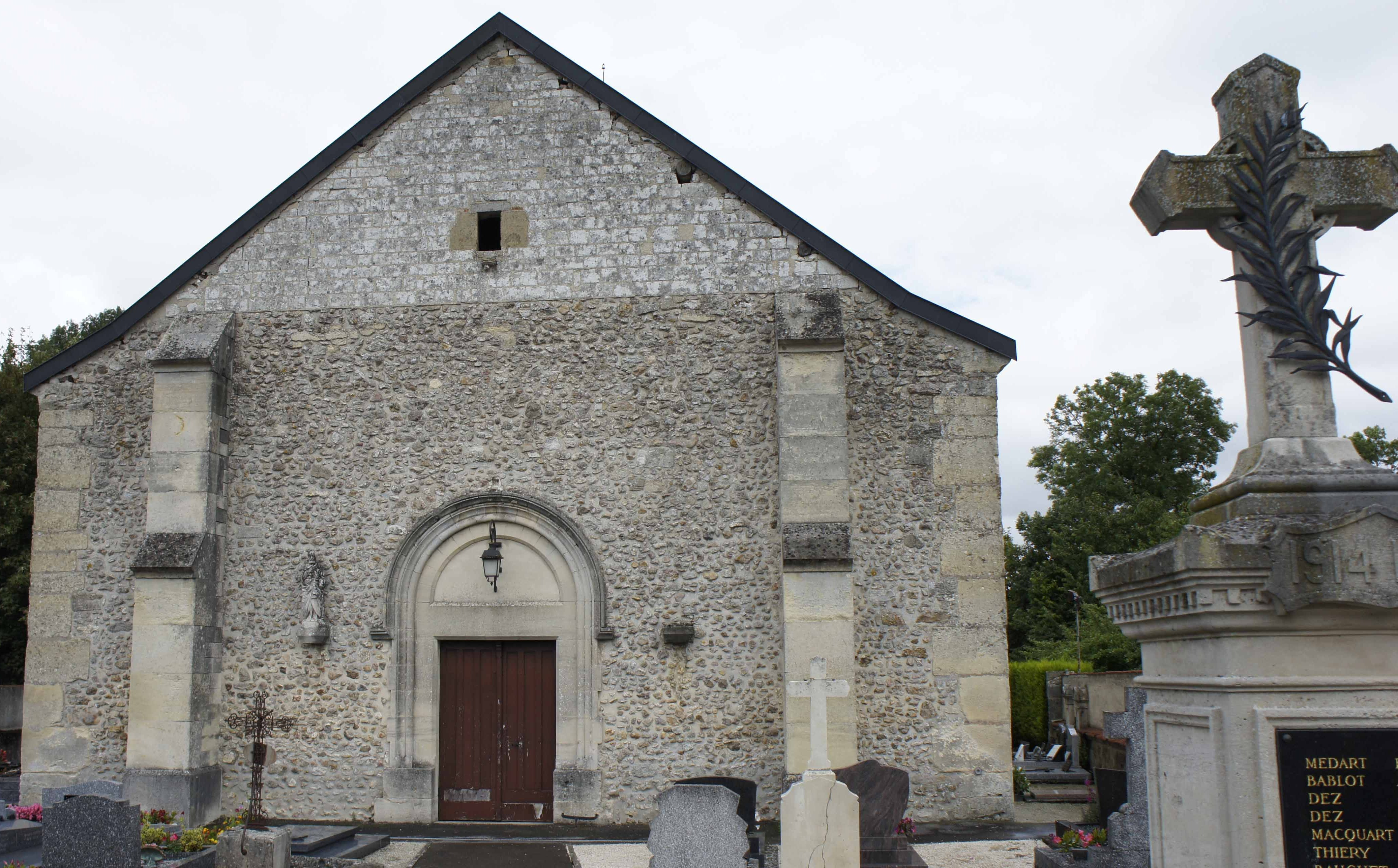
Vue du cimetière, du monument aux morts entourant l'église.

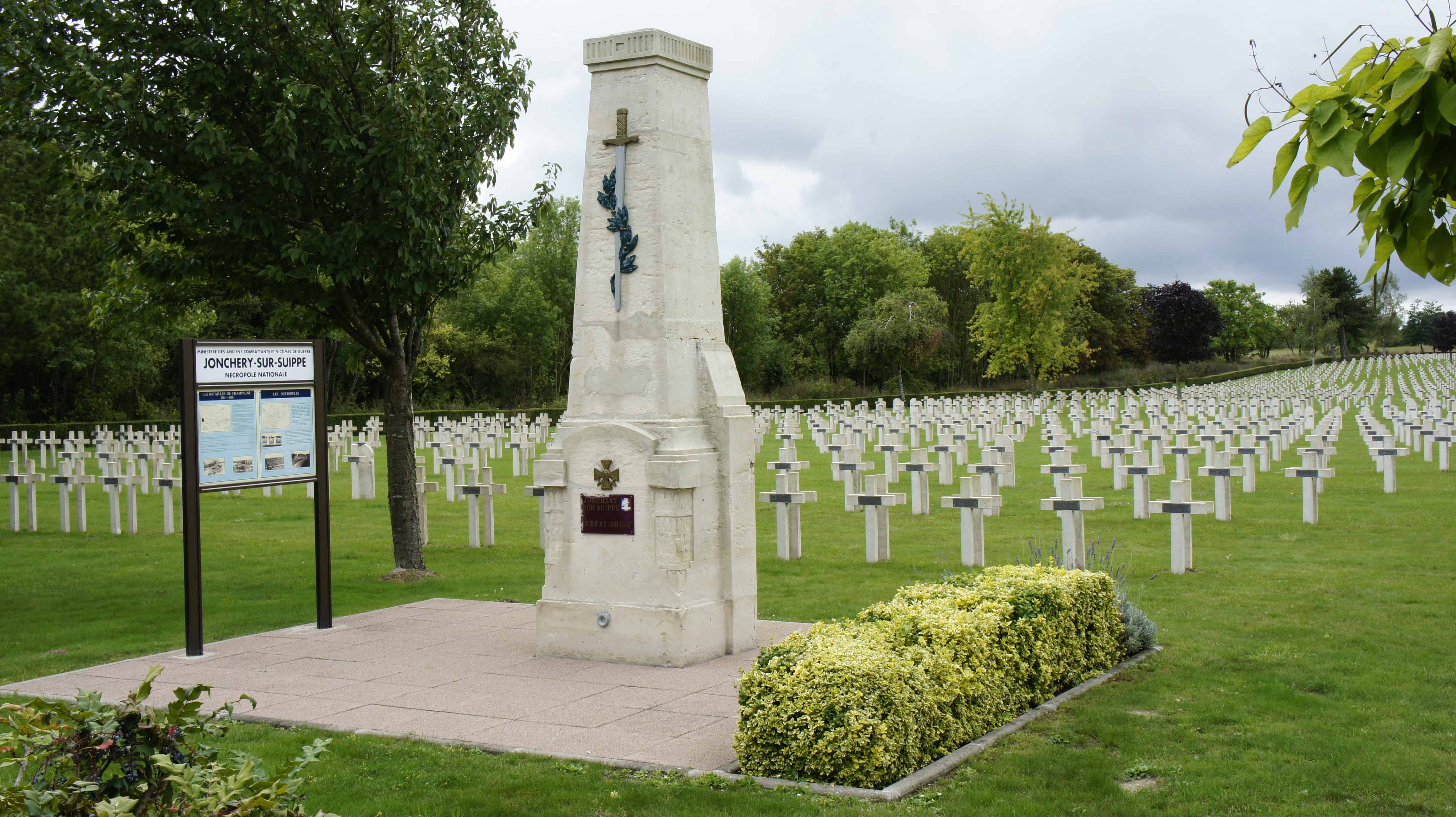
L'entrée de la Nécropole.

Une nécropole nationale, située sur le territoire du village, regroupe les sépultures de 7 906 soldats français dont 3 009 sont en ossuaires et quatre soldats tchécoslovaques, tous sont tombés lors de la Première Guerre mondiale.

### Personnalités liées à la commune
- Modeste Octave Goulet (1851-1928), créateur à Reims des établissements Goulet-Turpin

### Héraldique
| Blason de Jonchery-sur-Suippe | Blason  | Trois barres, une tour brochante et un lion léopardé la tête contournée surbrochant. |
| Blason de Jonchery-sur-Suippe | Détails | Le statut officiel du blason reste à déterminer.                                     |